# Садыков, Владислав Александрович
Владислав Александрович Садыков (4 февраля 1951 года, село Кытманово, Кытмановский район, Алтайский край) — химик, крупный специалист в области гетерогенного катализа, химии твердого тела, материаловедения, водородной энергетики, лауреат премии имени А. А. Баландина.

## Биография
Родился 4 февраля 1951 года в селе Кытманово Кытмановского района Алтайского края. Отец, Александр Григорьевич — преподаватель литературы, мать, Александра Алексеевна — преподаватель химии.
После 9-го класса Кытмановской средней школы поступил в ФМШ при НГУ, которую окончил в 1968 году и поступил на факультет естественных наук (отделение химии). В 1973 году окончил факультет естественных наук НГУ с отличием, специальность «химия».
С 1973 года работает в Институте катализа СО АН СССР/РАН, пройдя путь от стажера-исследователя до руководителя лаборатории катализаторов глубокого окисления (с 1991 года).
В 1978 году — защита кандидатской диссертации на степень кандидата химических наук по спецтематике. В 1999 году — защита докторской диссертации, тема: «Роль дефектности и микроструктуры катализаторов окислительно-восстановительных реакций». В 2001 году присвоено учёное звание профессор.

### Научная деятельность
Провел фундаментальные исследования взаимосвязи дефектности, микроструктуры и каталитических свойств катализаторов окислительно-восстановительных реакций на основе массивных и нанесенных оксидов переходных металлов, нанесенных металлов платиновой группы.
Предложены модели активных центров поверхности катализаторов и схемы механизмов реакций каталитического окисления СО и углеводородов, селективного восстановления оксидов азота углеводородами в избытке кислорода, окисления аммиака в оксиды азота, селективного окисления углеводородов в синтез-газ при малых временах контакта, учитывающие дефектность и наноструктуру катализаторов. Разработаны научные основы синтеза наноструктурированных/нанокомпозитных катализаторов с использованием новых технологий (плазмохимия, механохимия, гидротермальный синтез, золь-гель синтез).
На основе проведенных фундаментальных исследований созданы и запатентованы высокоэффективные структурированные катализаторы для окислительно-восстановительных процессов, включая очистку отходящих отходящих газов автотранспорта и выбросов промышленных предприятий, окисления аммиака в оксиды азота в процессе получения азотной кислоты, получения синтез-газа и водорода путем селективного окисления, автотермического риформинга и паровой конверсии углеводородов и биотоплива.
Созданные под его руководством блочные катализаторы для процесса окисления аммиака в оксиды азота широко используются в промышленности получения азотной кислоты под давлением с середины 90-х годов.
Цикл работ по установлению атомно-молекулярных факторов, определяющих подвижность и реакционную способность кислорода в сложных оксидах со структурами перовскита, флюорита и апатита позволил разработать нанокомпозитные материалы для катодов и анодов среднетемпературных твердооксидных топливных элементов и кислородпроводящие мембраны для выделения кислорода из воздуха, в том числе с использованием его для получения чистого синтез-газа путем селективного окисления углеводородов.
Автор более 450 научных работ, а также имеет более 40 авторских свидетельств и патентов (российских и зарубежных).

### Общественная деятельность
Член общества материаловедов США (1994), член Всероссийского химического общества имени Д. И. Менделеева, член Ученого совета Института, диссертационных советов.

Входит в состав редколлегий журналов Applied catalysis A: General; Applied catalysis B: Environmental; Физика горения и взрыва.
С 1977 года преподает в НГУ. Разработал методические пособия для лабораторных занятий, контрольные задания по термодинамике, подготовлены и изданы учебные пособия к курсу лекций по физической химии.
Под его руководством защищено 8 кандидатских и 2 докторских диссертации.
Участник более 100 российских и международных конференций, симпозиумов по гетерогенному катализу, международных и европейских конгрессов по катализу, пользуется заслуженным авторитетом научного сообщества.

## Награды
- Премия Правительства Российской Федерации (за 1999 год, в составе группы учёных) — за разработку и промышленную реализацию технологии двухступенчатого окисления аммиака в производстве азотной кислоты на основе сотового оксидного катализатора
- Премия имени А. А. Баландина (2007) — за серию работ «Роль дефектности и микроструктуры катализаторов окислительно-восстановительных реакций»
- Премия имени В. А. Коптюга СО РАН — НАН Беларуси за монографию «Пористые композиты на основе оксид-алюминиевых керметов (синтез и свойства)» (2005)[1]
- Премия имени В. А. Коптюга СО РАН — НАН Беларуси за цикл научных работ «Разработка научных основ создания композиционных и наноструктурированных материалов для перспективных систем водородной энергетики и исследование устройств с их использованием» (2012)[1]